# Stor kunglig hustru
Stor kunglig hustru var titeln för en faraos maka och drottning i det forntida Egypten.
Faraonerna i det forntida Egypten kunde ha ett stort antal bihustrur och konkubiner, men normal sett endast en "riktig" eller huvudsaklig hustru och drottning. Drottningen var ofta av kungligt blod och syster till farao, särskilt i äldre tid, men det blev mindre vanligt med tiden. Drottningen var inte nödvändigtvis mor till tronföljaren, men om en son till en konkubin blev farao, kunde han ge sin mor titeln i efterhand.   
I traditionella afrikanska kulturer har motsvarande titel för en kungs huvudsakliga maka och drottning varit den närliggande stor hustru.  